# 193É busz (Budapest)
A budapesti 193É jelzésű éjszakai autóbusz Pestszentlőrinc, Béke tér és Pestszentimre, központ között közlekedett. A viszonylatot a Budapesti Közlekedési Rt. üzemeltette.

## Története
A járat csak szilveszterkor közlekedett, először 1997. december 31-én, utoljára 2005. január 1-jén. 2005. szeptember 1-jétől a 950-es busz közlekedik az útvonalán egész évben.

## Útvonala
| Pestszentimre, központ felé                                                                            | Pestszentlőrinc, Béke tér felé |
| --- | --- |
| Pestszentlőrinc, Béke tér vá. – Királyhágó utca – Nemes utca – Vasút utca – Pestszentimre, központ vá. | Pestszentimre, központ vá. – Vasút utca – Törvény utca – Ady Endre utca – Nemes utca – Királyhágó utca – Pestszentlőrinc, Béke tér vá. |

## Megállóhelyei
| 0  | Pestszentlőrinc, Béke tér végállomás | 10 | 50É |
| 1  | Beszterce utca                       | 9  |     |
| 2  | Halomi út                            | 8  |     |
| ∫  | Tölgyesi utca                        | 8  |     |
| 4  | Alacskai út                          | 7  |     |
| 5  | Alacskai úti lakótelep               | 6  |     |
| 6  | Damjanich utca                       | 5  |     |
| 7  | Kisfaludy utca                       | 4  |     |
| 8  | Ady Endre utca                       | 3  |     |
| ∫  | Vásáros tér                          | 2  |     |
| ∫  | Törvény utca                         | 1  |     |
| 10 | Pestszentimre, központ végállomás    | 0  |     |